# Escravocracia
Escravocracia ou o Poder dos Escravistas (Slave Power) foi o poder político percebido no governo federal dos Estados Unidos detido pelos proprietários de escravos durante os anos 1840 e 1850, antes da Guerra Civil. Os ativistas anti-escravidão durante este período reclamaram amargamente sobre o que viram como influência desproporcional e corrupta exercida pelos sulistas ricos. O argumento era que esse pequeno grupo de ricos proprietários de escravos se apoderou do controle político de seus próprios estados e estava tentando assumir o governo federal de forma ilegítima para expandir e proteger a escravidão. O argumento foi amplamente utilizado pelo Partido Republicano que se formou em 1854-55 para se opor à expansão da escravidão.
A principal questão expressa pelo termo Poder dos Escravistas era a desconfiança do poder político da classe proprietária de escravos. Essa desconfiança foi compartilhada por muitos que não eram abolicionistas; aqueles que foram mais motivados por uma possível ameaça ao equilíbrio político ou à impossibilidade de competir com o trabalho escravo desprevenido, do que pela preocupação com o tratamento dos escravos. Aqueles que diferiam em muitas outras questões (como odiar negros ou gostar deles, denunciar a escravidão como um pecado ou prometer garantir sua proteção no Extremo Sul) poderiam se unir para atacar a escravocracia. Aqueles ligados ao "Solo Livre" enfatizaram que os proprietários de escravos ricos se mudariam para um novo território, usariam seu dinheiro para comprar todas as boas terras, depois usariam seus escravos para trabalhar as terras, deixando uma pequena oportunidade para agricultores livres. Em 1854, o Partido Solo Livre se fundiu em grande parte no novo Partido Republicano.
O termo foi popularizado por escritores antiescravistas como John Gorham Palfrey, Josiah Quincy III, Horace Bushnell, James Shepherd Pike e Horace Greeley. Políticos que enfatizaram o tema incluíram John Quincy Adams, Henry Wilson e William Pitt Fessenden. Abraham Lincoln usou o conceito depois de 1854, mas não o termo. Eles mostraram através de uma combinação de argumentos emotivos e dados estatísticos difíceis que o Sul havia mantido um nível de poder desproporcional nos Estados Unidos. O historiador Allan Nevins afirma que "quase todos os grupos ... substituíram constantemente a emoção pela razão. O medo alimentou o ódio e o ódio alimentou o medo".
A existência de um Poder dos Escravistas foi abandonado pelos sulistas na época e rejeitado como falso por muitos historiadores das décadas de 1920 e 1930, que enfatizaram as divisões internas no sul antes de 1850. A ideia de que a escravocracia existiu voltou em parte às mãos dos historiadores neoabolicionistas desde 1970, e não há dúvida de que foi um fator poderoso no sistema de crença do Norte contra a escravidão. Era uma retórica padrão para todas as facções do Partido Republicano.

## Contexto

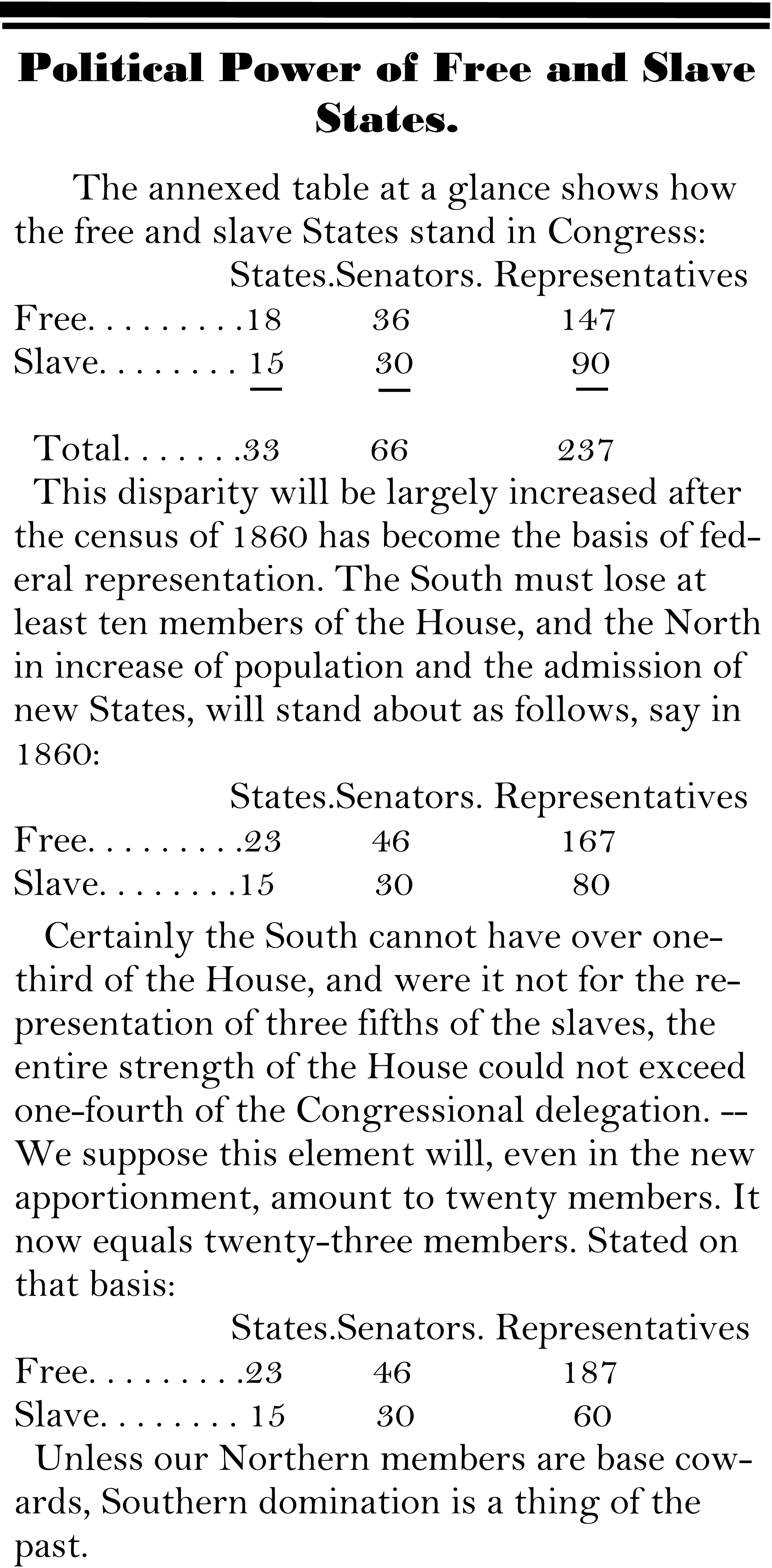
Massachusetts, Wooster Republican, 2 de fevereiro de 1859 (Reprodução)

O problema posto pela escravidão, de acordo com muitos políticos do norte, não era tanto o maltrato de escravos (um tema que os abolicionistas enfatizavam), mas sim a ameaça política ao republicanismo americano, especialmente como abraçado nos estados livres do norte. O Partido Solo Livre manifestou este aviso em 1848, argumentando que a anexação do Texas como um estado escravo era um erro terrível. A retórica do Solo Livre foi retomada pelo Partido Republicano quando surgiu em 1854.
Os republicanos também argumentaram que a escravidão era economicamente ineficiente, em comparação com o trabalho livre, e era um impedimento para a modernização em longo prazo da América. Pior ainda, diziam os Republicanos, o Poder dos Escravistas, profundamente arraigado no Sul, tomava sistematicamente o controle da Casa Branca, do Congresso e da Suprema Corte. O senador e governador Salmon P. Chase de Ohio era um inimigo articulado do Poder dos Escravistas, assim como o senador Charles Sumner de Massachusetts.

## Poder do sul
O poder do sul derivou de uma combinação de fatores. O "Compromisso dos Três Quintos" (contando 100 escravos como 60 pessoas para assentos na casa e, portanto, para votos eleitorais) deu a representação adicional do sul em nível nacional. A paridade no Senado foi crítica, pelo qual um novo estado escravo foi admitido em conjunto a um novo estado livre. A unidade regional entre as linhas partidárias foi essencial para os principais votos. No Partido Democrata, um candidato presidencial teve que levar a convenção nacional por um voto de dois terços para ser nomeado. Também era essencial para alguns habitantes do norte — os doughfaces — colaborar com o sul, como nos debates que cercavam a própria cláusula dos Três Quintos em 1787, o Compromisso do Missouri de 1820, a regra da mordaça na Casa (1836–1844), e o assunto mais amplo da Emenda Wilmot e expansão da escravidão no sudoeste após a guerra mexicana de 1846-1848. No entanto, o norte estava agregando população — e assentos da Casa — muito mais rápido do que o sul, então a escrita estava na parede. Com os implacáveis republicanos ganhando todos os anos, a opção de secessão tornou-se cada vez mais atraente para o sul. A secessão foi suicida, como alguns líderes perceberam — e como John Quincy Adams há muito profetizou. A secessão, argumentou James Henry Hammond, da Carolina do Sul, o lembrou dos "japoneses que, quando insultados, abriam suas próprias entranhas". E, no entanto, quando a separação veio em 1860, Hammond seguiu. O historiador Leonard Richards conclui, "Foram homens como Hammond que finalmente destruíram o Poder dos Escravistas. Graças à liderança do Sul para fora da União, setenta e dois anos de dominação dos escravocratas chegaram ao fim."

## Ameaça ao republicanismo
Do ponto de vista de muitos nortistas, o supostamente definitivo Compromisso de 1850 foi seguido por uma série de manobras (como o Ato de Kansas-Nebraska, o caso Dred Scott, etc.) em que o Norte desistiu de ganhos previamente acordados sem receber nada em troca, acompanhado por demandas sulistas sempre crescentes e mais extremas. Muitos nortistas que não tinham nenhuma preocupação especial pelos negros concluíram que a escravidão não merecia ser preservada se sua proteção exigisse destruir ou comprometer seriamente a democracia entre os brancos. Tais percepções levaram ao movimento Anti-Nebraska de 1854-1855, seguido pelo Partido Republicano organizado.

## Oponentes
O historiador Frederick J. Blue explora os motivos e as ações daqueles que desempenharam papéis de apoio, mas não centrais, na política antiescravista — aqueles que empreenderam o trabalho monótono de organizar partidos locais, realizar convenções, editar jornais e, em geral, animar e agitar a discussão de questões relacionadas à escravidão. Eles eram um número pequeno mas crítico de vozes que, a partir do final da década de 1830, lutaram contra a instituição da escravidão por meio do ativismo político. Em face de grandes probabilidades e poderosa oposição, os ativistas insistiram que a emancipação e a igualdade racial só poderiam ser alcançadas através do processo político. Entre ativistas representativos estavam: Alvan Stewart, um organizador do Partido Liberdade de Nova Iorque; John Greenleaf Whittier, um poeta, jornalista e ativista do Liberdade de Massachusetts; Charles Henry Langston, um educador afro-americano de Ohio; Owen Lovejoy, um congressista de Illinois, cujo irmão foi morto por uma máfia pró-escravidão; Sherman Booth, um jornalista e organizador do Liberdade em Wisconsin; Jane Grey Swisshelm, um jornalista na Pensilvânia e Minnesota; George W. Julian, um congressista de Indiana; David Wilmot, um congressista da Pensilvânia cuja Emenda Wilmot tentou parar a expansão da escravidão no sudoeste; Benjamin Wade e Edward Wade, um senador e um congressista, respectivamente, de Ohio; e Jessie Benton Frémont de Missouri e Califórnia, esposa do candidato presidencial republicano de 1856, John C. Frémont.

## Democratas do Solo Livre
Os democratas que uniram-se ao Partido Solo Livre de Martin Van Buren em 1848 foram estudados por Jonathan Earle. Seus pontos de vista sobre a raça ocupavam um amplo espectro, mas foram capazes de formar argumentos novos e vitais contra a escravidão e sua expansão com base no compromisso de longa data da Democracia Jacksoniana com o igualitarismo e a hostilidade ao poder centralizado. Ligando sua posição antiescravagista a uma agenda de reforma agrária que pressionava por terras livres para colonos pobres — realizada pela Lei de Homestead de 1862 — além de terras livres da escravidão, os Democratas do Solo Livre forçaram importantes realinhamentos políticos em Nova Iorque, Nova Hampshire, Massachusetts e Ohio. Políticos democratas como Wilmot, Marcus Morton, John Parker Hale e até o ex-presidente Van Buren foram transformados em líderes antiescravistas. Muitos entraram no novo Partido Republicano depois de 1854, trazendo consigo as ideias de Jackson sobre a propriedade e a igualdade política, ajudando a transformar o anti-escravismo de uma cruzada em luta num movimento político de massas que chegou ao poder em 1860.

## Casa dividida

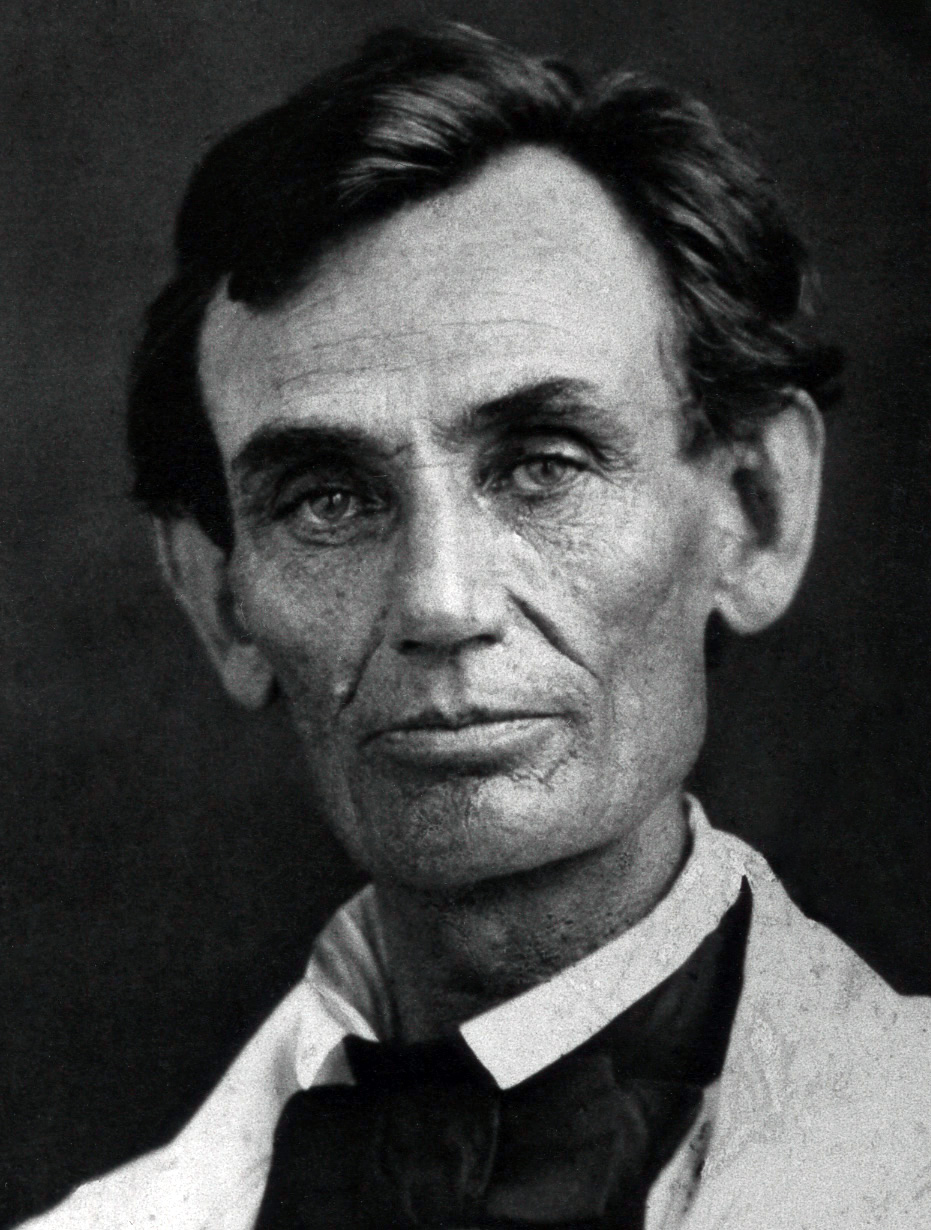
Abraham Lincoln em 1858, ano em que proferiu o discurso da Casa Dividida em que critica a expansão da escravidão nos estados conquistados

Em seu célebre "Discurso da Casa Dividida" de junho de 1858, Abraham Lincoln acusou o senador Stephen A. Douglas, o presidente James Buchanan, seu antecessor, Franklin Pierce, e o Chefe de Justiça, Roger B. Taney, como parte de uma conspiração para nacionalizar a escravidão, como alegadamente provado no caso Dred Scott da Suprema Corte em 1857.
Outros republicanos apontaram a violência no Kansas, o ataque brutal contra o senador Sumner, ataques contra a imprensa abolicionista e os esforços para tomar Cuba (Manifesto de Ostende) como evidência de que o poder dos escravistas era violento, agressivo e expansivo.
A única solução, insistiam os republicanos, era um novo compromisso com o trabalho livre e um esforço deliberado para impedir qualquer expansão territorial da escravidão. Os democratas do norte responderam que tudo era um exagero e que os republicanos eram paranoicos. Seus colegas do sul falaram em secessão, argumentando que o ataque de John Brown em 1859 provou que os republicanos estavam prontos para atacar sua região e destruir seu modo de vida.
Felicitando o presidente eleito Lincoln em 1860, Salmon P. Chase exclamou, "O objetivo de meus desejos e trabalhos por dezenove anos é realizado na derrubada do Poder dos Escravistas", acrescentando que o caminho agora estava claro "para o estabelecimento da política de Liberdade" — algo que viria somente depois de quatro anos destrutivos da Guerra Civil.

### Culto da domesticidade
Jessie Benton Frémont, esposa do primeiro candidato presidencial republicano, escreveu poesia de campanha para a eleição de 1856. Grant diz que seus poemas ligam o culto da domesticidade do período à ideologia emergente do novo partido. Seus poemas sugeriam que os nortistas que conciliavam o poder dos escravistas estavam espalhando sua própria esterilidade, enquanto os homens viris votando em republicanos estavam reproduzindo, através de sua própria redenção, um futuro oeste livre. O código de domesticidade, de acordo com Grant, ajudou esses poemas a definir a ação política coletiva como construindo as forças do trabalho livre.

### Centralização
O historiador Henry Brooks Adams (neto do teórico da "Escravocracia" John Quincy Adams) explicou que o Poder dos Escravistas era uma força para a centralização:
Entre o poder dos escravistas e os direitos dos estados não havia necessariamente conexão. O poder dos escravistas, quando no controle, era uma influência centralizadora, e todas as invasões mais consideráveis nos direitos dos estados eram seus atos. A aquisição e admissão da Luisiana; o Embargo; a guerra de 1812; a anexação do Texas por "resolução conjunta" [em vez de tratado]; a guerra com o México, declarada pelo simples anúncio do Presidente Polk; a Lei do Escravo Fugitivo; o caso Dred Scott — todos os triunfos do escravismo — fizeram muito mais do que as tarifas ou melhorias internas, que em sua origem também foram medidas do sul, para destruir a própria memória dos direitos dos estados tal como eles existiam em 1789. Sempre que surgia uma questão de estender ou proteger a escravidão, os proprietários de escravos tornaram-se amigos do poder centralizado e usaram essa arma perigosa com uma espécie de frenesi. De fato, a escravidão exigia centralização para se manter e se proteger, mas era necessário controlar a máquina centralizada; necessitava de princípios despóticos de governo, mas precisava deles exclusivamente para seu próprio uso. Assim, na verdade, os direitos dos estados eram a proteção dos estados livres e, de fato, durante o domínio do poder dos escravistas, Massachusetts recorreu a este princípio de proteção tão frequentemente e quase tão alto quanto a Carolina do Sul.